# Pronume
În gramatica tradițională, pronumele (< la  pronomen, literal „pentru nume”) este o parte de vorbire care constituie o clasă de cuvinte închisă, dar neomogenă. Este lipsit de referință proprie, adică nu denumește direct o realitate, ci numai se referă la ea, și are conținut semantic foarte abstract.
În limbile flexionare și în cele aglutinante, pronumele sunt apropiate morfologic și sintactic de substantive. Unora dintre ele le corespund adjective pronominale, apropiate din aceste puncte de vedere de adjectivele propriu-zise.

## Caracteristici ale pronumelor
Pronumele au unele caracteristici generale indiferent de tip și de limbă, precum și speciale în funcție de tip într-o limbă, și diferite în cadrul aceluiași tip de pronume, de la o limbă la alta.
Unele pronume se referă la entități lingvistice, având o funcție numită „forică”. Numai funcție forică au pronumele relative, care introduc propoziții atributive și totodată se referă la un element din propoziția lor regentă. În limba română sunt anaforice, adică se referă la un element exprimat înaintea lor (un antecedent), ex. El, care e bolnav, n-a venit. Pronumele sunt cataforice atunci când se referă la o entitate situată după ele, de exemplu, în română, pronumele personale neaccentuate atunci când anticipează un complement direct sau indirect din aceeași propoziție, ex. Vulpea l-a păcălit pe urs, Le mulțumește celorlalți.
Pronumele folosit cu funcție forică se poate referi la mai multe feluri de entități lingvistice:
- un substantiv: M-am întâlnit cu Ion. El /Acesta / Dumnealui m-a salutat[1];
- un alt pronume: El, care e bolnav, n-a venit[8];
- o propoziție: Ne înțelegem bine, ceea ce e important[11].

Într-o limbă ca franceza, se poate referi și la un adjectiv cu funcție de nume predicativ, ex. – Es-tu courageux ? – Oui, je le suis „– Ești curajos? – Da, sunt”.
Alte pronume nu se referă la entități lingvistice, ci la elemente ale situației de comunicare. Aceasta este o funcție numită „deictică”. Este caracteristică, de exemplu, pronumelor personale de persoanele I și a II-a, când se referă la participanții situației de comunicare. Exemple:
Cum te cheamă?;
Eu plec dacă vine el.
Unele pronume sunt folosite uneori foric, alteori deictic, de pildă cele demonstrative:
- anaforic: Că făcuse ceva neștiut de nimeni, asta era sigur (Tudor Arghezi)[14];
- cataforic: en  I said this: … „Am zis așa: …”[15];
- deictic: hu  Ez az enyém „Asta e a mea / Ăsta e al meu”[16].

Este de altă natură referința pronumelor interogative, a celor nehotărâte și a celor negative. Acestea exprimă operații logice. Pronumele interogativ exprimă faptul că o anumită entitate este prezentă în propoziție numai sub formă de întrebare, deci se referă la o entitate așteptată de la participantul ca destinatar la situația de comunicare, ex. – Cine a venit? – Vasile. Într-un dialog ca – Aștepți pe cineva? – Pe nimeni, pronumele nehotărât, respectiv cel negativ se referă la o persoană nedefinită.
În unele limbi sunt și pronume folosite fără nicio sursă referențială. În unele, predicatul la alt mod decât imperativul trebuie să aibă subiect exprimat prin cuvânt aparte, ceea ce s-a generalizat prin folosirea unui pronume personal și la verbele care nu pot avea subiect, ex. fr  il pleut „plouă”, en  it is snowing „ninge”. Este și cazul pronumelor reflexive fără funcție sintactică (ex. se gândește), precum și al pronumelor personale la cazul dativ numit „etic” (el mi ți-o înșfacă) sau la acuzativ: a luat-o la dreapta.
Privitor la categoriile gramaticale exprimate de pronume și de adjectivele pronominale, precum și la modul lor de exprimare, limbile se deosebesc mai mult sau mai puțin unele de altele, în primul rând în funcție de tipul lor structural. De exemplu, în limba maghiară, declinarea pronumelor este relativ bogată, în altele, precum BCMS, este mai puțin bogată decât în maghiară, în română și mai puțin bogată, iar în franceză sau în engleză – practic inexistentă. Ca un alt aspect, acordul pronumelor cu entitatea la care se referă, și a adjectivelor pronominale cu determinatul lor diferă în funcție de limbă și de tipul de pronume, adică există sau nu există acord în una sau alta dintre categorii. Bunăoară, în engleză sau în maghiară, adjectivul pronominal este invariabil, însă în română, în franceză sau în BCMS se acordă în unele sau altele dintre categorii (gen, număr, caz).
Din punct de vedere sintactic de asemenea, pronumele sunt apropiate de substantive, iar adjectivele pronominale de adjectivele propriu-zise, deși sunt și diferențe, de exemplu pronumele personal nu poate avea atribut. Din punctul de vedere al topicii, în limbile în care există pronume cu o formă accentuată și una neaccentuată, cea din urmă poate avea, în funcția de complement, o poziție diferită de a substantivului substituit sau a corespondentului accentuat, față de verbul regent, ex. îl spăl vs. spăl covorul.
Din punct de vedere pragmatic, pronumele este o parte de vorbire mai relevantă decât celelalte prin capacitatea celor deictice de a se referi la situația de comunicare, și prin capacitatea celor forice de a contribui la coerența și coeziunea discursului sau textului.
Din punct de vedere sociolingvistic, pronumele pot marca diferențe între limbi privind exprimarea relațiilor dintre persoane în funcție de statutul lor care ține de vârstă, de poziția socială, de relațiile de ordin ierarhic etc., prin faptul că în unele nu există pronume de politețe (de exemplu în engleză), în altele există numai de un singur grad (de pildă în franceză), iarăși în altele există de două grade (bunăoară în română sau în maghiară) etc..
Măsura în care se folosesc pronumele și anumite caracteristici ale tipurilor de pronume sunt trăsături care contribuie la tipologizarea structurală a limbilor. De exemplu, în limba japoneză se folosesc rar pronume față de alte limbi, ca franceza, în care sunt foate mult folosite. Existența, respectiv lipsa formelor neaccentuate pe lângă corespondente accentuate distinge de asemenea unele limbi. Dintre primele fac parte limbile romanice, dintre cele din urmă latina sau rusa. Din punctul de vedere al obligativității exprimării subiectului pronominal, de exemplu franceza și engleza, în care este obligatorie, se disting de română sau de italiană, în care nu este. În privința persoanei I plural, sunt unele limbi în care aceasta are o formă ce include interlocutorul și o formă care îl exclude, față de majoritatea limbilor, în care are o singură formă.

## Specii de pronume
În funcție de gramaticile a diferite limbi și, uneori, ale aceleiași, sunt luate în seamă mai multe sau mai puține specii de pronume, sau există mai multe clasificări ale lor. Se întâmplă ca unele categorii de pronume să fie considerate specii aparte de către unii autori, dar subcategorii ale altei specii de către alții. Clasificarea pronumelor are în general o bază funcțională.
În gramaticile române tradiționale sunt tratate în general zece specii de pronume, și anume:
- personal;
- de politețe;
- reflexiv;
- de întărire;
- posesiv;
- demonstrativ;
- interogativ;
- relativ;
- nehotărât;
- negativ.

În unele gramatici sunt delimitate nouă specii, pronumele de politețe fiind inclus în cel personal, în altele numai șapte, pe lângă cel de politețe fiind considerat personal și cel reflexiv, și cel de întărire.
Din alt punct de vedere, speciile de pronume se împart în două categorii:
- care au categoria persoanei: personal, reflexiv, de întărire, posesiv;
- care nu au categoria persoanei: demonstrativ, interogativ, relativ, nehotărât, negativ.

De asemenea, pronumele se mai pot grupa și în alte două categorii:
- cele care nu pot avea și funcție adjectivală: personal, reflexiv;
- cele care pot avea și funcție adjectivală (adjective pronominale): de întărire, posesiv, demonstrativ, interogativ, relativ, nehotărât, negativ.

În gramatici ale unor limbi nu sunt sau nu se delimitează unele specii de pronume din română. Astfel, în franceză sau în BCMS nu sunt pronume de întărire și pronume distincte de politețe, ci numai un pronume personal plural folosit în adresarea politicoasă și către o singură persoană. În engleză nu sunt pronume de politețe, nici pronume personale folosite special în adresarea politicoasă. În engleză și în maghiară, pronumele de întărire și cel reflexiv au aceeași formă și se delimitează numai ca funcție. În gramaticile engleze și maghiare se delimitează, având formă aparte, un pronume reciproc de cel reflexiv. Pronumele negativ este delimitat de cel nehotărât în gramaticile române, dar nu și în cele franceze, engleze, BCMS sau maghiare. În schimb în gramaticile maghiare se delimitează un pronume general, ca specie aparte sau ca subspecie a celui nehotărât (ex. bárki „oricine”). În unele gramatici maghiare se includ printre pronume și adverbele pronominale (ex. bárhol „oriunde”).

### Pronumele personal
Pronumele personal este unul care desemnează ființe, lucruri sau noțiuni, marcând persoanele gramaticale. Se diferențiază în general după poziția în situația de comunicare a ființelor, lucrurilor sau noțiunilor personificate, al căror nume îl înlocuiesc:
- al vorbitorului (persoana I singular);
- al unui grup care include vorbitorul (persoana I plural);
- al unui destinatar al enunțului vorbitorului (persoana a II-a singular);
- al unui grup de cel puțin doi destinatari (persoana a II-a plural);
- al unei ființe (în afară de persoana I și a II-a), al unui lucru, al unei noțiuni despre care se vorbește (persoana a III-a singular);
- al unui grup de ființe (în afară de persoana I și a II-a), lucruri sau noțiuni despre care se vorbește (persoana a III-a plural).

### Pronumele reflexiv
Acest pronume se referă la agentul unei acțiuni, acesta fiind de obicei subiectul unui verb, iar pronumele – complementul acestuia. În unele limbi, ca româna sau franceza, se mai poate referi și la un agent subînțeles al procesului exprimat de un substantiv, pronumele fiind atributul acestuia.
În unele gramatici, pronumele reflexiv este tratat ca o subspecie a pronumelui personal.

### Pronumele de întărire
Pronumele de întărire precizează prin insistență o persoană la care se referă. În unele gramatici este tratat aparte, în altele este considerat o subcategorie a pronumelui personal.

### Pronumele posesiv
Pronumele posesiv este unul care implică o dublă referință pronominală: la o entitate numită obiect posedat și la una numită posesor, indicând faptul că primul (o ființă sau un lucru) este în relație cu o persoană gramaticală (vorbitorul, destinatarul comunicării sau cineva ori ceva despre care se vorbește). Relația poate fi de posesie sau de apartenență, dar și orice alt tip de raport exprimat de o parte de propoziție echivalentă în limba română cu atributul substantival în cazul genitiv. În limbile care posedă și adjective posesive, pronumele posesiv înlocuiește sintagma formată de un substantiv cu un adjectiv posesiv.

### Pronumele demonstrativ
Acest tip de pronume se referă la entități despre care indică în general apropierea ori depărtarea lor față de vorbitor (uneori și față de destinatarul comunicării), în spațiu sau în timp. Entitățile respective pot fi obiecte sau ființe pe care vorbitorul le arată în spațiu, dar pot fi și obiecte, ființe, concepte, idei sau acțiuni despre care vorbitorul indică faptul că sunt cunoscute pentru că a mai fost vorba despre ele, ori pentru că din diverse motive sunt prezente în mintea destinatarului.

### Pronumele interogativ
Acest pronume înlocuiește în întrebări parțiale (incompatibile cu răspunsul da sau nu) ceea ce vizează întrebarea și este așteptat în răspuns. Se referă în general la animate (persoane, alte ființe), la inanimate (obiecte, materii, noțiuni abstracte), la caracteristicile sau la cantitatea acestora.

### Pronumele relativ
Pronumele relativ se referă cel mai adesea la un substantiv, la alt pronume sau la o propoziție, reluându-le sau anticipându-le, fiind deosebit de toate celelalte pronume prin faptul că în același timp introduce o propoziție subordonată, fiind parte de propoziție în aceasta. În unele limbi, cel puțin o parte din pronumele relative sunt identice cu pronume interogative.

### Pronumele nehotărât
Pronumele nehotărât sau nedefinit este o clasă de cuvinte eterogenă, a cărei definire s-a încercat în diverse feluri. Una din încercări este de a o defini prin enumerarea cuvintelor care fac parte din ea: altul, fiecare, oricine etc. Alta este prin a spune ce fel de pronume nu sunt aceste cuvinte: nici personale, nici posesive, nici demonstrative, nici relative, nici interogative. Pronumele nehotărât se mai definește și ca un „pronume care înlocuiește un substantiv dând indicații foarte vagi asupra obiectului denumit de acesta”.

### Pronumele negativ
Acest pronume exprimă lipsa, excluderea, prezentarea unui lucru sau a unei ființe ca inexistent(ă), înlocuindu-i numele. În unele gramatici este considerat o specie de pronume aparte. În altele este tratat ca o subspecie a pronumelui nehotărât, de care se deosebește prin faptul că are înțeles negativ, sau, în unele gramatici maghiare care iau în seamă un pronume numit „general”, împreună cu acesta ori ca o subspecie a acestuia.

## Diferențe în domeniul pronumelor între câteva limbi și română
Între sistemele pronominale a diverse limbi sunt diferențe în sensul că un pronume sau altul nu are corespondent într-o limbă sau alta, iar între gramaticile lor sunt unele diferențe în prinvința speciilor care se iau în seamă aparte sau ca subcategorii.
Câteva diferențe față de limba română și gramatici românești sunt prezentate în cele ce urmează.

### În limba franceză
În această limbă, pe lângă pronumele personale corespunzătoare celor din română mai sunt două, numite „adverbiale”:
Jean rêve de faire du parachute mais moi, je n’en ai aucune envie „Jean visează să facă parașutism, dar eu n-am niciun chef de așa ceva”;
L’équipe de football de la ville a gagné le match. Personne ne s’y attendait „Echipa de fotbal a orașului a câștigat meciul. Nimeni nu se aștepta la asta”.
Pronumelui relativ românesc care la diferite cazuri și cu diverse prepoziții le corespund mai multe pronume diferite în franceză:
Lucile a offert à sa fille la montre dont elle avait très envie „Lucile i-a dăruit fiicei sale ceasul pe care îl dorea foarte mult”;
C’est un ami avec qui / avec lequel je vais souvent faire du vélo „Este un prieten cu care merg deseori să facem ciclism”.
În această limbă, pronumele personale cu funcție de subiect au și ele folosire accentuată și folosire neaccentuată, iar patru dintre ele au forme aparte pentru cele două folosiri. Cele două forme se folosesc uneori împreună pentru scoaterea în evidență a subiectului, ex. Moi, je vais aller à la plage et toi, qu’est-ce que tu vas faire ? „Eu o să mă duc la plajă, dar tu ce-o să faci?”.
În franceză sunt forme diferite pentru funcția de adjectiv posesiv și demonstrativ, respectiv pentru cea de pronume corespunzătoare:
Notre ville est connue pour ses remparts „Orașul nostru este cunoscut pentru zidurile sale de apărare” vs. J’avais oublié mes gants de ski ; Victor m’a prêté les siens „Îmi uitasem mănușile de schi; Victor mi le-a împrumutat pe ale sale”;
Prends ce stylo-ci „Ia stiloul acesta” vs. L’enfant voulait calmer son petit frère mais celui-ci pleurait et réclamait sa mère „Copilul voia să-și calmeze frățiorul, dar acesta plângea după mama lui”.

### În limba engleză
În această limbă, pronumele de întărire se folosesc și ca reflexive, ex. Walt Disney himself was the voice of Mickey Mouse „Walt Disney însuși era vocea lui Mickey Mouse” vs.Tom dried himself on a large yellow bath towel „Tom s-a șters cu un prosop mare de baie”. În gramaticile engleze se disting, pe lângă pronume reflexive, și pronume reciproce: The students help each other/one another with their homework „Elevii se ajută unul pe altul la tema pentru acasă”.

### În BCMS
În limbile bosniacă, croată, muntenegreană și sârbă (prescurtat BCMS) există numai un pronume reflexiv, de persoana a treia, același pentru singular și plural, cu o variantă neaccentuată invariabilă și una accentuată. Cea din urmă are forme cazuale de genitiv-acuzativ, dativ-locativ și instrumental: Ja sam se počešljao „Eu m-am pieptănat”, Ti si se počešljala „Tu te-ai pieptănat”, Pisac govori o sebi „Scriitorul vorbește despre sine”, Nemam pri sebi ničega za pisanje „Nu am la mine nimic pentru scris”.
Există și un pronume-adjectiv posesiv reflexiv, adică acesta reprezintă, respectiv determină obiectul posedat de subiect, indiferent de persoana, numărul și genul acestuia: Direktor je u svojoj kancelariji „Directorul este în biroul lui” (propriu) vs. Direktor je u njegovoj kancelariji „Directorul este în biroul lui” (al altcuiva).
În aceste limbi, demonstrativele au forme pentru trei grade de depărtare, aceleași pentru funcția de adjectiv și de pronume:
- pentru ceea ce este lângă vorbitor: Daću ti ovaj članak da ga pročitaš „Îți voi da articolul acesta ca să-l citești”
- pentru ceea ce este departe și de vorbitor, și de destinatarul comunicării: Šta je ono na krovu? „Ce e aceea pe acoperiș?”
- pentru depărtarea medie, de exemplu ceea ce este la destinatar: Lepo ti stoji ta haljina „Îți stă bine rochia asta”.

Cu aceleași distincții mai sunt și alte demonstrative, fără corespondente în română: ovakav „ca acesta”, onakav „ca acela”, takav „ca acesta/acela”, ovoliki „cât acesta” (de dimensiunile acestuia), onoliki „cât acela”, toliki „cât acesta/acela”.

### În limba maghiară
În această limbă, pronumele personale au numai formă accentuată. Numai acuzativul este format de la nominativ, celelalte forme cazuale, în număr de douăsprezece, sunt supletive, fiind formate din desinențele cazuale ale substantivelor, la care se adaugă sufixe personale posesive, aceleași care corespund cu adjectivele posesive românești, adjective care nu există în maghiară. Exemple: Nem az idő halad, mi változunk „Nu timpul înaintează, noi ne schimbăm”, A könyv rólunk, fiatalokról szól „În carte este vorba despre noi, tinerii”, Nyolc órára értünk jön „Vine după noi la ora opt”, Egy hónapig nálunk lakhatsz „Timp de o lună poți să stai la noi”.
În maghiară există, ca și în engleză, un pronume reciproc: A két államfő üdvözölte egymást „Cei doi șefi de stat s-au salutat”.
Pronumelui relativ românesc care le corespund mai multe în maghiară, distribuite în funcție de natura antecedentelor:
- numai cu antecedent nume de persoană: Ismered a lányt, akiről beszélek? „O cunoși pe fata despre care vorbesc?”[86];
- cu antecedent de regulă nedefinit: Van valami, amit nem értek „Este ceva ce nu înțeleg”[87];
- cu antecedent nume de lucru, de noțiune abstractă sau de animal: az ágyak, amelyeket a kirakatban láttunk „paturile pe care le-am văzut în vitrină”[87];
- cu antecedent nume de entitate bine definită într-un grup: Amelyikünk előbb ér haza, megmelegíti a levest „Acela dintre noi care ajunge mai întâi acasă, încălzește supa”[87].

Unele pronume nu au corespondent exact în română: ugyanez „același lucru”, ilyen „ca acesta/aceasta”, efféle „de felul acesta”, ugyanakkora „tot atât de mare/mic(ă)”.